# Кукольник, Павел Васильевич
Па́вел Васи́льевич Ку́кольник (24 июня (5 июля) 1795, Замосць, Габсбургская монархия — 3 (15) сентября 1884, Вильно, Российская империя) — русский историк, поэт, педагог, литератор, драматург. Сын профессора В. Г. Кукольника; старший брат Нестора и Платона Кукольников.

## Биография
Сын польки-католички и русина из польского города Замостье, где он родился 24 июня (5 июля) 1795 года, находившемся в то время в Австрии, переехал с родителями в Россию, когда его отец Василий Григорьевич был приглашён в 1804 году профессором физики в открытый в Санкт-Петербурге Главный педагогический институт.
Службу начал с 1810 года канцеляристом в 1-м департаменте римско-католической коллегии, затем перешёл в департамент государственных имуществ, потом в почтовый департамент, наконец, вновь определился в министерство государственных имуществ переводчиком. В 1815 году защитил диссертацию «О влиянии римского права на всероссийское» на звание доктора права в Полоцкой иезуитской академии, ближайшем к Петербургу заведении, где присваивались учёные степени. Вероятно, под впечатлением трагической гибели отца в 1821 году принял крещение по православному обряду.
Перевод «Сокращённой всеобщей истории» французского историка и государственного деятеля Луи Филиппа де Сегюра (изданный в Петербурге в 5 томах, 1818—1820) обратил на Кукольника благосклонное внимание влиятельных кругов.
В декабре 1824 года по рекомендации попечителя Виленского университета влиятельного сенатора Н. Н. Новосильцева, он был назначен министром просвещения А. С. Шишковым в Виленский университет профессором всеобщей истории и статистики. В первый же учебный год стал секретарём совета университета и членом двух временных комитетов. Тогда же женился на Юлии Алексеевне Пузыревской (18.05.1803—15.01.1872; умерла в Вильно от «атрофии печени»), дочери помещика Ковенской губернии. Ей, после многих лет совместной жизни, Кукольник написал трогательное посвящение на трагедии в стихах «Гуниад»: «Любезнейшей и неизменной моей сопутнице в земном странствии, другу в счастии и горе Юлии Алексеевне Кукольник. Усерднейшее приношение преданного и благодарного мужа».
Административные должности в университете занимал его брат Платон Кукольник. У них поселился по окончании Нежинского лицея и брат Нестор, который в 1829—1831 преподавал в Виленской гимназии русскую словесность и издал на польском языке практический курс русской грамматики.
С 1831 года Павел Васильевич Кукольник заведовал университетской библиотекой и нумизматическим кабинетом. При чтении лекций в университете использовал свой перевод «Сокращённой всеобщей истории» де Сегюра.
После закрытия Виленского университета в 1832 году служил библиотекарем и преподавал русский язык в Медико-хирургической академии (1833—1842); в католической Духовной академии (1834—1842) преподавал всеобщую и русскую историю. Одновременно служил в 1829—1841 цензором. В 1842 году вышел в отставку в чине статского советника.
В 1844 году принял место члена правления Виленской римско-католической епархиальной семинарии, где преподавал историю до 1851 года. Одновременно с 1849 года служил чиновником особых поручений по исторической и статистической части края при виленском генерал-губернаторе Ф. Я. Мирковиче, впоследствии состоял членом губернского статистического комитета.

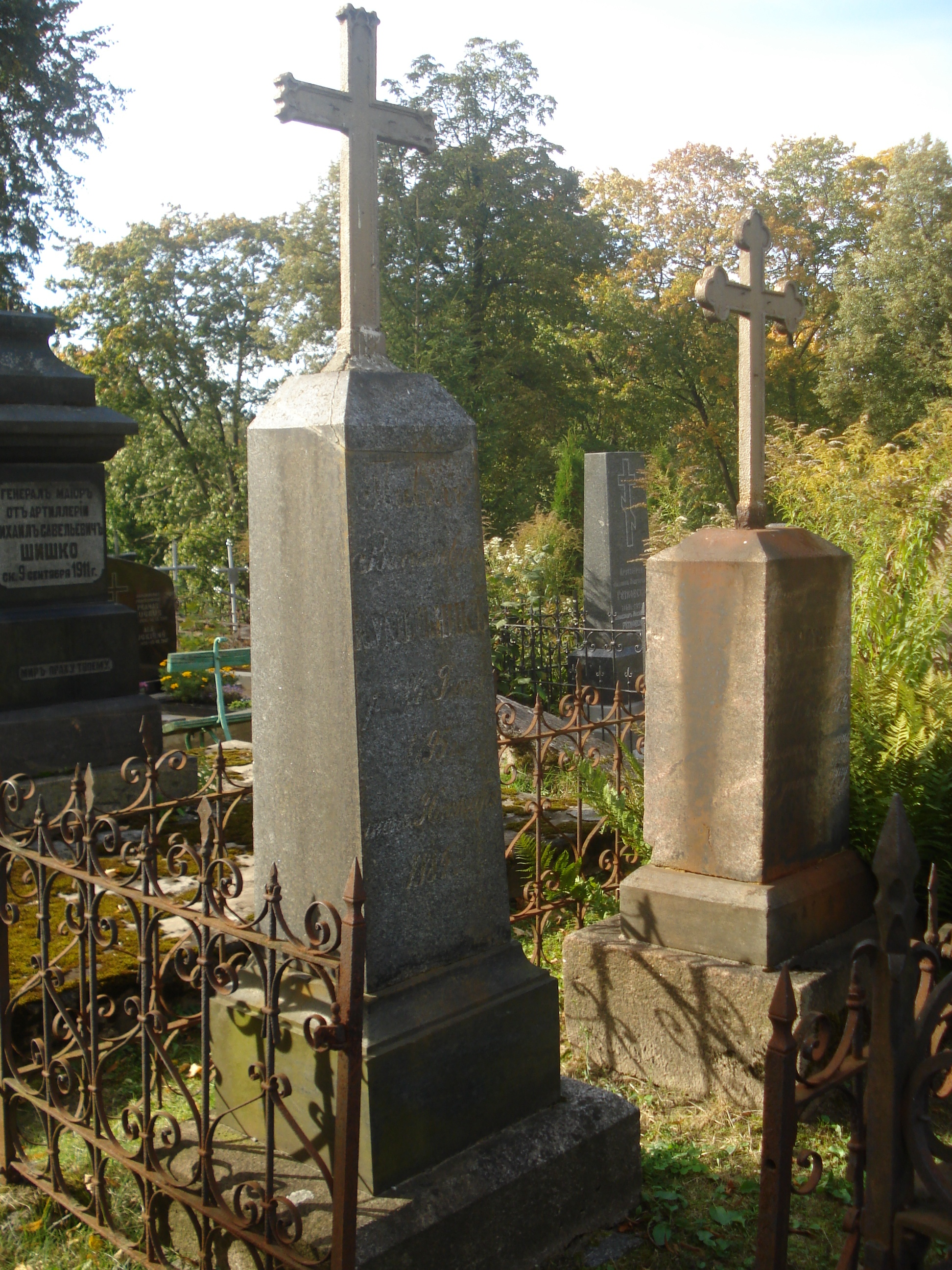
Могила П. В. Кукольника

В 1851 году вновь назначается цензором; в 1863—1865 года был председателем Виленского цензурного комитета — заслужил репутацию снисходительного цензора. Поддерживал дружеские отношения с виленскими литераторами А. Э. Одынцем, А. Г. Киркором, Л. Кондратовичем, В. Коротыньским. Комиссия для рассмотрения польских и жмудских книг, продаваемых в г. Вильне, созданная в 1865 году для расследования политических злоупотреблений в книжной торговле (под председательством генерал-майора А. П. Столыпина) обвинила Кукольника в разрешении печатать книги, служившие «латино-польской» пропаганде и способствующие восставшим в стремлении «поощрять распространение вредных жмудских книг», объяснимом близкими отношениями с издателями и книготорговцами Завадскими и желанием угодить епископу Волончевскому.
Состоял действительным членом Виленской археологической комиссии (1855—1865) со дня основания. Выступал с докладами и сообщениями на её заседаниях. С апреля 1864 года до марта 1865 года был председателем Виленской комиссии для разбора и издания древних актов (Виленская археографическая комиссия). В 1865 году окончательно вышел в отставку с чином действительного статского советника.
Последние годы жизни безвозмездно преподавал историю в женском училище при Мариинском монастыре. Был ревностным прихожанином виленских православных храмов.
Умер в Вильне 3 (15) сентября 1854 года. Похоронен на местном православном Евфросиниевском кладбище.

## Литературная деятельность
Помимо перевода «Сокращённой всеобщей истории» Луи Филиппа де Сегюра (1818—1820), Кукольник перевёл проповеди французского протестантского теолога Эжена Берсье (перевод не издан).

### Публицистика и мемуары
Своего рода публицистику представляют назидательная памятка «В знак памяти друзьям и знакомым, удостоившим меня посещения в день окончания пятидесяти лет со времени поступления мною на поприще государственной службы» (1862) и брошюра «Голос христианина по прочтении книги г. Ренана „La vie de Jesus“» (1864).
Опубликованные в «Русском архиве» полемически окрашенные мемуары «Анти-Ципринус. Воспоминание о Н. Н. Новосильцеве» (1873) и «Анти-Фотий. Ответ очевидца на показания Фотия о Татариновой и её союзе» (1874) призваны защитить память многолетнего покровителя всего семейства Кукольников Н. Н. Новосильцева и сыгравшую важную роль в биографии Кукольника Е. Ф. Татариновой (руководительница столичного религиозного кружка 1817—1837 гг.). Они содержат любопытные подробности эпизодов собственной жизни Кукольника и нравов его окружения в Петербурге и Вильне.

### Драматургия
В юности увлекался театром и писал трагедии в духе Ж. Расина. Громоздкие трагедии и драмы в стихах на исторические и библейские сюжеты писались с оглядкой на каноны классицизма и отличались религиозной дидактичностью. Фабула трагедии «Гуниад» почерпнута в истории венгерского полководца Яноша Хуньяди. Лежащая в основе проблема долга подданного и государя присуща драматургии классицизма. «Морской разбойник» проповедует верность христианским ценностям.
Кукольник ценил их особенно высоко, сознавая в то же время их архаичность.

### Поэзия

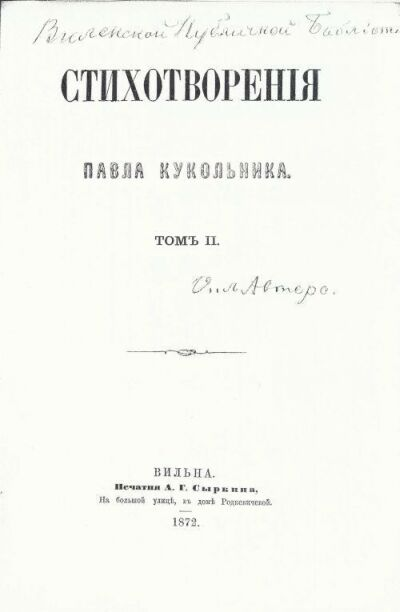
Титульная страница книги П. В. Кукольника «Стихотворения. Т. II» (1872) с дарственной надписью Виленской Публичной библиотеке

Кукольник писал рассказы и повести в стихах «Мария», «Друг», «Враг», «Дедушкино видение». Они публиковались с 1834 (иногда под криптонимом П. К. или анонимно) отдельными изданиями и в трёх сборниках, вышедших в Вильне «Стихотворения» (1861), «Стихотворения. Т. 2» (1872), «Последний кусок моей духовной жизни» (1882).
Роман в стихах «Три года жизни» (1834) с дополнениями включён в сборник «Стихотворения. Т. 2» (1872), эпилог в книге «Последний кусок моей духовной жизни» (1882). Слогом и отдельными чертами подражает «Евгению Онегину».
В сборники, напечатанные маленькими тиражами для друзей и знакомых и не предназначенные для продажи, вошли посвящения и стихотворения «на случай» — дни рождения или именин знакомых, общенациональные или местные события (концерт в Вильне скрипача К. Ю. Липинского, принятие под покровительство цесаревича Николая Александровича виленского Музея древностей, пленение имама Шамиля, оставление должности виленского генерал-губернатора В. И. Назимовым, назначение А. Л. Потапова виленским генерал-губернатором. Отдельным оттиском к приезду императора Александра II вышло стихотворение «6-е сентября 1858 г. в Вильне».
Стихам Кукольника свойственны та же дидактичность, которая присуща и его провиденциальной историософии.

### История
Современники подчеркивали первооткрывательство Кукольника в освоении истории Литвы. Его немногочисленные историографические труды компилятивны. Кукольник, как правило, пересказывал работы Ю. И. Крашевского, Т. Нарбутта, М. Балинского, Л. Юцевича, А. Г. Киркора. Кукольник усматривал в истории действие Провидения, поэтому его сочинениям присущи дидактичность и религиозное морализаторство.
К ним близки по использованным источникам, материалу и манере изложения сочинения этнографического и краеведческого характера. В статье «Предания литовского народа» Кукольник представил литовские предания, поверья и обычаи, описал игры, танцы, свадебные и похоронные обряды, привел более полусотни песен, свыше трехсот пословиц и поговорок.
К историко-краеведческим работам относится своеобразный путеводитель по древнейшей улице Вильны «Путешествия по Замковой улице в Вильне» в газете «Виленский вестник / Kurjer Wileński» (1860).
Свои работы Кукольник печатал в научно-литературных приложениях к «Памятной книжке Виленской губернии», «Записках Виленской археологической комиссии», в газете «Виленский вестник».
В «Исторических заметках о Литве» и «Исторических заметках о северо-западном крае России», вышедших после подавления восстания 1863 года, Кукольник доказывал, что благоденствие Литвы неизменно зависело от положения православной церкви и степени близости с Россией, а повороты к Западу, усиление польского влияния и католицизма приносили бедствия. «Заметки» изданы книгами и печатались в газетах «Виленский вестник», «Ковенские губернские ведомости», журнале «Вестник юго-западной и западной России» («Вестник Западной России»).

## Сочинения
История, краеведение, мемуары
- История управления и законодательства Литвы // Памятная книжка Виленской губернии на 1853 год. — Ч. 2. Исторически-статистические очерки Виленской губернии. — Вильно: Тип. О. Завадского, 1853. — С. 19—56.
- Стоклишские минеральные воды // Памятная книжка Виленской губернии на 1853 год. — Ч. 2. Исторически-статистические очерки Виленской губернии. — Вильно: Тип. О. Завадского, 1853. — С. 57—67.
- Предания литовского народа // Черты из истории и жизни литовского народа. — Вильно: Тип. О. Завадского, 1854. — С. 66—149.
- О пособиях к дополнению литовской истории = O pomocach do dopełnenia dziejów Litwy // Записки Виленской археологической комиссии. Ч. I / Под ред. А. Киркора и М. Гусева. = Pamiętniki kommisji archeologicznej Wileńskiej. Cz. I / Pod red. M. Balińskiego i L. Kondratowicza. — Wilno: Drukiem J. Zawadskiego, 1856. — S. 40—47.
- Исторические воспоминания о р. Немане // Памятная книжка Виленской губернии на 1860 год. — Ч. 2. Историко-статистический сборник Виленской губернии. — Вильно: Тип. А. Киркора и К°, 1860. — С. 1—25.
- Путешествие по Замковой улице в Вильне // Виленский вестник. 1860. № 1, 1 января — 14, 16, 18, 19, 21—27, 1 апреля.
- Отрывки из поездки в Гродненскую губернию // Виленский вестник. — 1860. — № 73—75; 16, 20, 23 сентября.
- В знак памяти друзьям и знакомым, удостоившим меня посещения в день окончания пятидесяти лет со времени поступления мною на поприще государственной службы. — Вильна: Тип. А. К. Киркора, 1862.
- Исторические заметки о Литве // Вестник юго-западной и западной России. — 1863. — Т. II, кн. 6, отд. II, с. 150—186; т. III, кн. 7 и 8, с. 1—36, 99—12.
- Исторические заметки о Литве. — Вильна: тип. А. К. Киркора, 1864.
- Исторические заметки о северо-западной России. Период 2. От начала 1813 до 1831 года. — Вильна: Тип. Виленского губернского правления, 1867.
- Анти-Ципринус. Воспоминание о Н. Н. Новосильцеве // Русский архив. — 1873. — № 2. — Стлб. 203—224, 0193—0200.
- Анти-Фотий. Ответ очевидца на показания Фотия о Татариновой и её союзе // Русский архив. — 1874. — № 3. — Стлб. 589—611.

Поэзия и драматургия
- 6 сентября 1858 года в Вильне. — Вильно: Тип. Гликсберга, 1858.
- Стихотворения Павла Кукольника. 1861 года. — Вильно: Тип. А. К. Киркора, 1861.
- Гуниад. Трагедия в пяти действиях в стихах. — Вильна: Печатня А. Г. Сыркина, 1872 (рукопись 1837).
- Святой апостол Иуда, брат Господень. — Лейпциг, 1866 (рукопись подарена виленскому Музею древностей в ноябре 1857).
- Мария. — СПб., 1870.
- Морской разбойник. Трагедия в пяти действиях в стихах. — Вильна: Печатня А. Г. Сыркина, 1872.
- Воспоминания о Крыме. 1870 г. — Вильна: Печатня А. Г. Сыркина, 1872.
- Стихотворения Павла Кукольника. — Т. II. — Вильна: Печатня А. Г. Сыркина, 1872.

## Переводы
- Wróg — kusiciel. Powieść wierszowana Pawła Kukolnika // W. Syrokomla. Gawędy i rymy ulotne. Poczet 3. — Wilno, 1856. — S. 181—217.  (пол.)
- Sierotka / Przekład W. Korotyńskiego // Teka Wileńska. — 1857. — T. 2. — S. 73—74.  (пол.)
- Dwa sądy / Przekład W. Korotyńskiego // Teka Wileńska. 1858. — T. 4. — S. 16—20.  (пол.)
- Sąd poety. Z Pawła Kukolnika // A. E. Odyniec. Poezye. Wydanie nowe. Poprawione i pomnożone. — T. I. — Wilno: Drukarnia A. Syrkina, 1859. — S. 222—227.  (пол.)
- Wróg — kusiciel. Powieść wierszowana Pawła Kukolnika; Alboin. Z Pawła Kukolnika // L. Kondratowicz (W. Syrokomla). Poezye. Wydanie zupełne na rzecz wdowy i sierot autora. — T. X. — Warszawa: Gebether i Wolf, 1872. — S. 171—198.  (пол.)
- Lietuvių padavimai / Vertė J. Trinkūnas // Lietuvių mitologija. T. 1 / Parengė N. Vėlius; red. R. Merkaitė. — Vilnius: Mintis, 1995. — P. 236—240.  (лит.)